# Carmen Santos
Pour les articles homonymes, voir Santos (homonymie).
Maria do Carmo Santos Gonçalves surnommée Carmen Santos (née le 8 juin 1904 à Vila Flor et morte le 24 septembre 1952 à Rio de Janeiro) est une actrice, productrice et réalisatrice brésilienne, d'origine portugaise.

## Biographie
Carmen Santos est née au Portugal  en 1904.
Elle arrive au Brésil à l'âge de 18 ans et commence une carrière de comédienne dès 1920. Elle devient, au cours des années 1930, une personnalité importante du cinéma brésilien et l'une des premières femmes à produire des films, notamment pour Humberto Mauro.  
En 1933/1935, elle crée à Rio de Janeiro sa propre société de production : la Brasil Vox Filmes, transformée en Brasil Vita Filmes en 1935. Toutefois, contrairement à la Cinédia, la firme d'Adhemar Gonzaga, la Brasil Vita Filmes ne parvint pas à tourner avec un quota d'activités suffisantes pour assurer son fonctionnement régulier. 
Le projet le plus ambitieux  de Carmen Santos, Inconfidência Mineira, basé sur l'un des épisodes les plus marquants de l'indépendance brésilienne au XVIIIe siècle, situé dans l'État du Minas Gerais, est d'un coût exorbitant pour l'époque et réclame sept à dix ans de préparation et tournage. Elle en est la productrice et la principale interprète. Lorsque le film est enfin distribué, il semble décalé par rapport à l'évolution du cinéma brésilien et reçoit un accueil médiocre. Passionné par l'art et les techniques cinématographiques, Carmen Santos n'était peut-être pas une femme d'affaires. Lorsqu'elle meurt, elle inclut dans son testament une clause prohibant la fermeture des studios de la Brasil Vita Filmes.

## Filmographie partielle

### Comme actrice
- 1930 : Sang de Minas (Sangue mineiro)
- 1931 : Limite (Limiteo)
- 1933 : Là où finit la terre (Onde a Terra Acaba)
- 1935 : Favella dos Meus Amores
- 1936 : Cidade Mulher
- 1940 : Argila
- 1948 : Les Insurgés de Minas (Inconfidência Mineira)

### Comme productrice
- 1930 : Sang de Minas (Sangue mineiro) (coproductrice)
- 1933 : Onde a Terra Acaba
- 1933 : Là où finit la terre (Onde a Terra Acaba)
- 1935 : Favella dos Meus Amores
- 1936 : Cidade Mulher
- 1940 : Argila
- 1948 : Les Insurgés de Minas (Inconfidência Mineira)
- 1949 : Inocência
- 1952 : O Rei do Samba

### Comme réalisatrice
- 1948 : Les Insurgés de Minas (Inconfidência Mineira)